# Rio Mississippi
O rio Mississippi é o segundo mais longo curso de água dos Estados Unidos, perdendo a primeira posição para o rio Missouri, que é afluente do Mississippi. Considerados juntos, formam a maior bacia hidrográfica da América do Norte. Quando medido da nascente do Missouri, o comprimento total do conjunto Missouri-Mississippi é de aproximadamente 6 270 km. A origem do rio Mississippi vem da palavra da língua ojibwe misi-ziibi que significa 'grande rio'.

## Geografia
Com sua nascente no lago Itasca a 455 m acima do nível do mar no Parque Estadual Itasca localizado em Condado de Clearwater, Minnesota, o rio atinge logo após as Quedas de Saint Anthony em Minneapolis. O Mississippi junta-se com rio Illinois e o rio Missouri próximo Saint Louis, e com o rio Ohio em Cairo. O rio Arkansas junta-se ao Mississippi no estado de Arkansas. O rio Atchafalaya em Louisiana é o maior distributário do Mississippi.

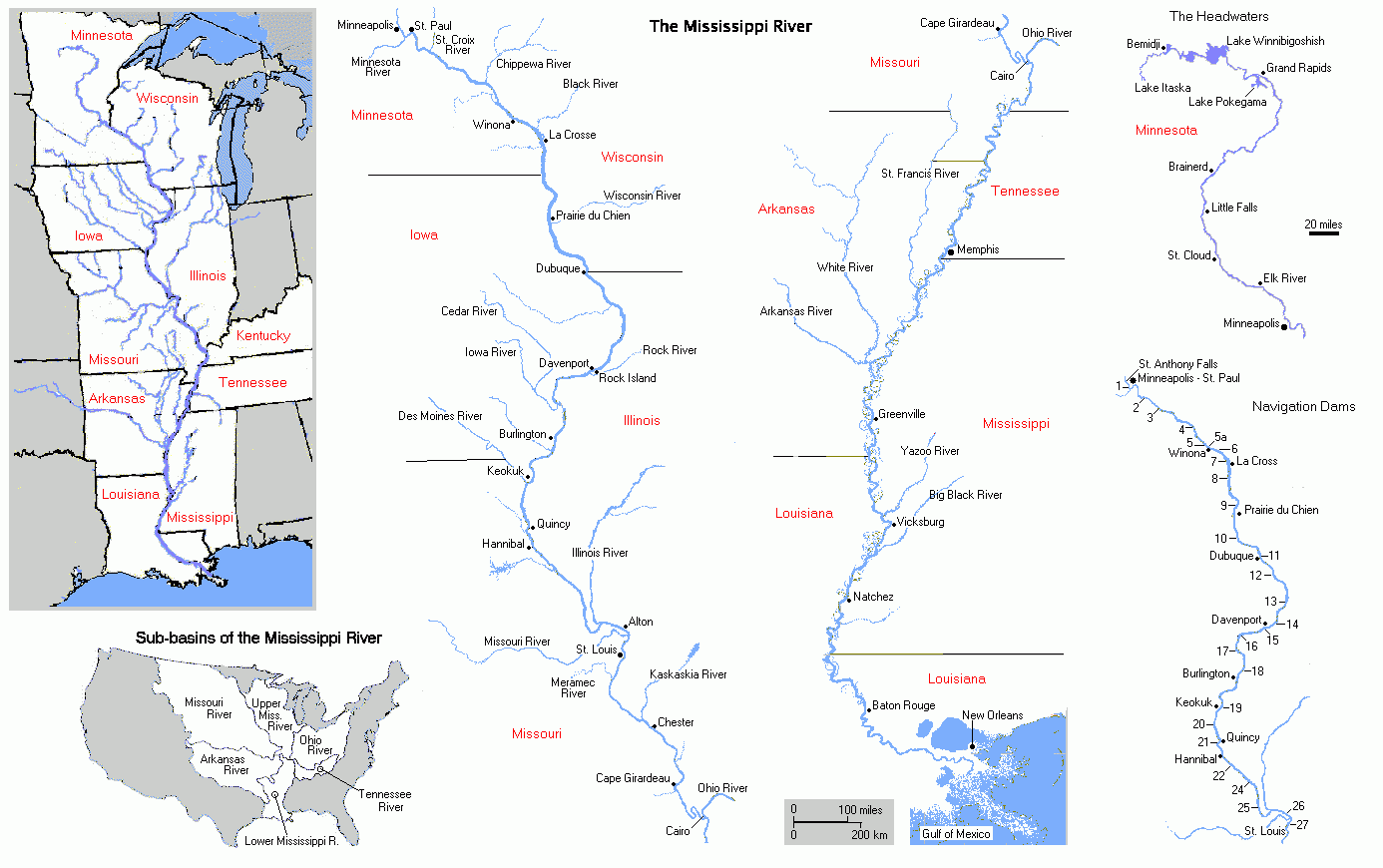
Mapa do rio Mississippi

O Mississippi drena a maior parte a área entre montanhas Rochosas e os Apalaches, exceto por uma área drenada pelos Grandes Lagos. Ele corta, ou margeia, dez estados americanos — Minnesota, Wisconsin, Iowa, Illinois, Missouri, Kentucky, Arkansas, Tennessee, Mississippi e Louisiana — antes de desaguar no golfo do México cerca de 160 km rio abaixo de New Orleans. Medições do comprimento do Mississippi do lago Itasca até o golfo do México variam, mas o número do EPA é de 3 733 km. Uma gota de chuva caída no lago Itasca pode chegar ao golfo do México em cerca de 90 dias.
O rio é dividido em alto Mississippi, da sua nascente sul até no rio Ohio, e baixo Mississippi, do Ohio até sua foz próximo a New Orleans. O alto Mississippi é além disto dividido em três secções: a nascente, da fonte até a Quedas Saint Anthony; uma série de lagos artificiais entre Minneapolis e St. Louis; e o médio Mississippi, um rio de curso livre da confluência do rio Missouri até St. Louis.

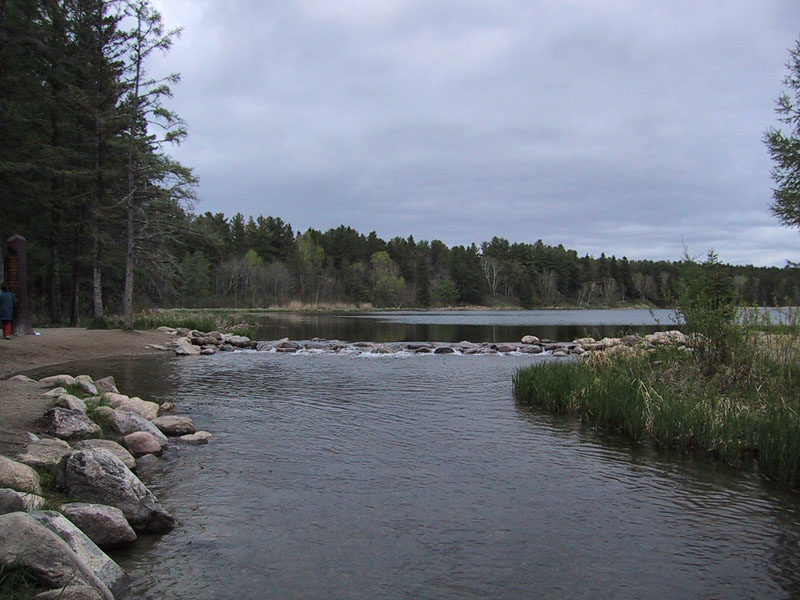
A nascente do rio Mississippi na margem do lago Itasca

Uma série de 27 comportas e represas no alto Mississippi, a maioria das quais construídas em 1930, são projetadas para manter um canal de 2,7 m para o tráfego de barcos comerciais. Os lagos formados são também usados para navegação de recreação e pesca. As represas tornam o rio mais profundo e largo, mas nenhum controle de fluxo é pretendido. Durante os períodos de alto fluxo, as comportas, algumas das quais ficam submersas, são completamente abertas e as represas simplesmente perdem sua função. Abaixo de St. Louis, o Mississippi é relativamente livre para navegação, embora isto seja garantido por numerosas barragens e dirigidos por braços de represas.
Através de um processo natural conhecido como alteração de delta o baixo Mississippi teve seu curso final alterado pelo oceano por milhões de anos. Isto ocorre devido ao depósito de lama e sedimento aumentando o nível do rio, levando eventualmente a encontrar uma rota alternativa para o golfo do México. A distribuição aleatória diminui em volume e forma o que é conhecido como bayous. Este processo está, durante um período cinco mil anos, levando a linha costeira da Louisiana do sul a avançar em direção do golfo de 15 a 50 milhas.
Outras mudanças no curso do rio têm ocorrido por causa de sismos ao longo da Falha de New Madrid, a qual passa próximo às cidades de Memphis e St. Louis. Três sismos em 1811 e em 1812, estimados em aproximadamente 8 na escala de Richter, os quais dizem reverteram temporariamente o curso do Mississippi. Estes terremotos também criaram o lago Reelfoot no Tennessee devido à alteração da paisagem próxima ao rio. Esta falha está registrada em um aulacogen (termo geológico para uma fenda de falha) que se formou ao mesmo tempo que o golfo do México.
Davenport é a única cidade com mais de 20 mil pessoas a margem do alto Mississippi que não tem barragem ou comportas permanentes.

### Bacia hidrográfica

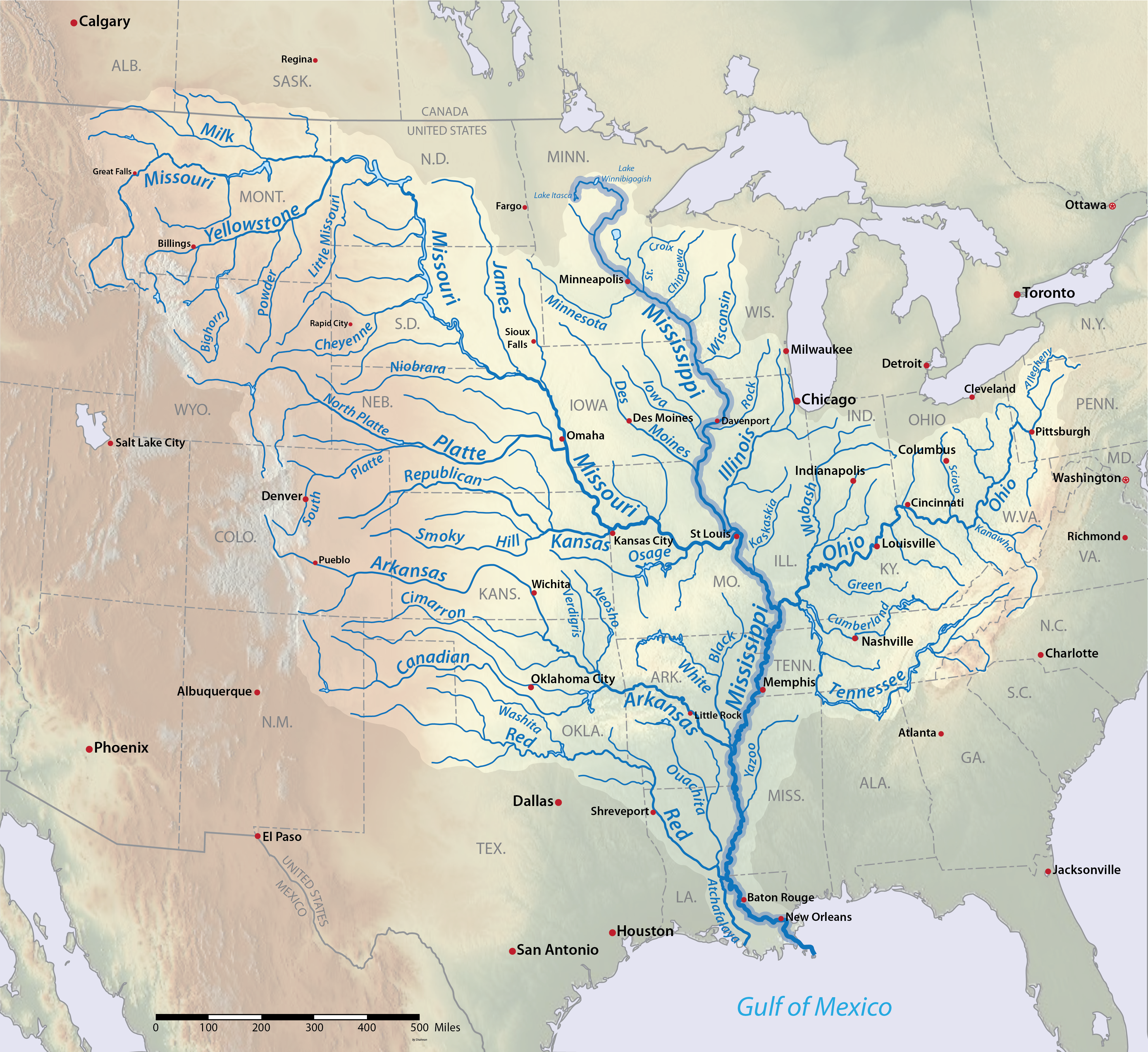
Bacia hidrográfica do Mississippi

O rio Mississippi tem a terceira maior bacia hidrográfica do mundo, excedida em tamanho apenas pelas bacias do Amazonas e do Congo. Esta bacia drena 41% dos 48 estados contíguos dos Estados Unidos. Sua bacia cobre mais de 3 225 000 km², incluído todos ou parte de 31 estados e duas províncias canadenses.

## História
A palavra Mississippi vem do nome na língua Ojibwe para o rio, "Messipi" (ou Misi-ziibi), o que significa grande rio, ou do Algonquin Missi Sepe, "grande rio", literalmente, "pai das águas". Os Ojibwe chamavam o lago Itasca, o lago fonte do rio Mississippi, Omashkoozo-zaaga'igan e o rio que fluía dele como Omashkoozo-ziibi. Após fluir para dentro lago Bemidji, os Ojibwe o chamava de rio Bemijigamaa-ziibi. Depois de fluir para dentro do lago Cass, o rio mudava novamente de nome para Miskwaawaakokaa-ziibi, somente mudava este nome novamente quando desaguava no lago Winnibigoshish e recebia o nome de Gichi-ziibi. O nome Ojibwe Misi-ziibi se aplicava somente à porção do rio abaixo do rio Crow Wing, mas as mudanças de nome do rio pareciam ilógicas para as pessoas de língua inglesa, então após a expedição de Henry Schoolcraft, o longo rio acima da junção do rio Crow Wing e do Gichi-ziibi passou a se chamar "rio Mississippi ".
Em 8 de maio de 1541, Hernando de Soto tornou-se o primeiro explorador europeu a atingir o rio Mississippi, o qual ele chamou de "Rio do Espírito Santo". Os exploradores franceses Louis Joliet e Jacques Marquette começaram a explorar o Mississippi, que era conhecido pelo nome Sioux "Ne Tongo" (grande rio), em 17 de maio de 1673. Em 1682, René Robert Cavelier e Henri de Tonty reclamaram todo o vale do rio Mississippi para França, batizando de Louisiana, para Luís XIV. Em 1718, Nova Orleães foi criada por Jean-Baptiste Le Moyne de Bienville.
Os franceses perderam todos os seus territórios na América do Norte continental como resultado da Guerra Franco-Indígena. Em 1762, os franceses cederam todas as suas colônias a oeste do rio Mississippi para os espanhóis, enquanto que em 1763, no Tratado de Paris, a França cedeu ao Reino Unido todas as suas colônias a leste do Mississippi. A Espanha também cedeu a Flórida para Inglaterra para reobter Cuba, que a Inglaterra ocupou durante a guerra. O Reino Unido então dividiu o território em Flórida do Leste e Oeste.
No segundo Tratado de Paris, o qual marcou o fim da Revolução Americana de 1776, os britânicos cederam a Flórida Oeste de volta à Espanha para receberem as Bahamas, que a Espanha tinha ocupado durante a guerra. A Espanha então tinha o controle sobre o rio ao sul da latitude 32°30' norte, e, no que ficou conhecido como a Conspiração Espanhola, pretendia ganhar maior controle da Louisiana e de tudo a oeste. Estas pretensões terminaram quando a Espanha foi pressionada a assinar o Tratado de Pinckney em 1795. A França readquiriu a Louisiana da Espanha em segredo no Tratado de San Ildefonso em 1800. Os Estados Unidos compraram o território da França na Compra da Louisiana em 1803.
O Mississippi era conhecidos pelos seus bandidos, conhecidos pelos insulares como moradores das margens, incluindo John Murrell, que era um bem conhecido assassino, ladrão de cavalos e "revendedor" de escravo. Sua notoriedade era tal que Mark Twain dedicou-lhe um capítulo inteiro em seu livro Life on the Mississippi, e existia um rumor que Murrell tinha um quartel general na ilhas do rio na Ilha 37. [carece de fontes?]
O livro de Twain também cobriu extensivamente arrojadas corridas de barco a vapor que tiveram lugar entre 1830 a 1870 no rio antes que meios mais modernos de navegação substituíssem os vapores. Isto foi publicado primeiro na forma de periódico por Harper's Weekly em sete partes em 1875 e tinha a intenção de registrar a rápida dispersão da cultura do barco a vapor. A versão completa, incluída uma passagem incompleta de Huckleberry Finn e trabalhos de outros autores, foi publicada por James R. Osgood & Co. em 1885. O primeiro barco a vapor a viajar o trecho completo do rio Ohio até a cidade de Nova Orleães foi o New Orleans em dezembro de 1811. Esta louca viagem ocorreu durante uma série de Terremotos New Madrid de 1811 a 1812.
Em 1815, os EUA obtiveram o controle sobre o Mississippi após uma decisiva vitória sobre os britânicos na Batalha de New Orleans, parte da Guerra de 1812.
O rio foi também uma parte decisiva da Guerra Civil Americana. A Campanha de Vicksburg da União buscava o controle do baixo Mississippi. A vitória da União na Batalha de Vicksburg em 1863 foi o ponto de viragem para a vitória final da União na Guerra Civil.
Em 1900, Chicago construiu o Chicago Sanitary and Ship Canal para ligar os Grandes Lagos ao Mississippi. O canal permitiu a Chicago despejar seus esgotos Mississippi abaixo, em vez de poluir sua própria fonte de água, o lago Michigan. O canal também originou uma rota de navegação entre os grandes lagos e o Mississippi.
O esqui aquático foi inventado no rio, na vasta região entre Minnesota e Wisconsin conhecida como lago Pepin. Ralph Samuelson de Lake City criou e refinou sua técnica de esquiar entre junho e julho de 1922. Ele mais tarde realizou o primeiro salto de esqui na água em 1925 e esquiou a 128 km/h puxado por barco voador Curtiss no final daquele ano.
Na primavera de 1927, o rio arrombou os diques em 145 lugares durante a Grande Cheia do Mississippi de 1927 e inundou 70 mil km² com uma profundidade de até 10 m.
A Grande Cheia do Mississippi de 1993 é considerada a maior devastação por inundação que ocorreu na história moderna dos Estados Unidos.
Em 2002, Martin Strel nadou o curso inteiro do rio.[carece de fontes?]

## Manutenções no canal de navegação
A tarefa de manutenção de um canal de navegação no Mississippi é de responsabilidade do Corpo de Engenheiros do Exército dos EUA, o qual começou em 1829 a remover bancos de areia, fechando canais secundários e escavando rochas. Em 1829, os engenheiros avaliaram os dois maiores obstáculo do alto Mississippi, as correntezas de Des Moines e as correntezas de Rock Island Rapids, onde o rio era raso e o leito era rochoso. As correntezas de Des Moines tinham cerca de 18 km de comprimento e começavam logo após a desembocadura do rio Des Moines até Keokuk. A correnteza de Rock Island localizavam-se entre Rock Island e Moline. Ambas as correntezas eram consideradas virtualmente intransponíveis.
O Corpo de Engenharia recomendou a escavação de um canal de 1,5 m nas correntezas de Des Moines Rapids, mas o trabalho não começou até o tenente Robert E. Lee endossar o projeto em 1837. Os engenheiros mais tarde começaram a escavação das correntezas de Rock Island. Por volta de 1866 tinha se tornado evidente que a escavação era impraticável, e então foi decidida a construção de um canal em volta da Correnteza Moines Rapids. O canal foi aberto em 1877, mas a correntezas de Rock Island Rapids permaneceu um obstáculo.
Em 1878, o Congresso autorizou ao corpo de engenheiros construir um canal de 1,4 m; para isto o rio seria desviado para um canal secundário, cortar-se-ia o canal e voltaria o fluxo normal. O projeto do canal de 1,4 m foi completado por Moline Lock, o qual contornava as correntezas de Rock Island Rapids, aberto em 1907.

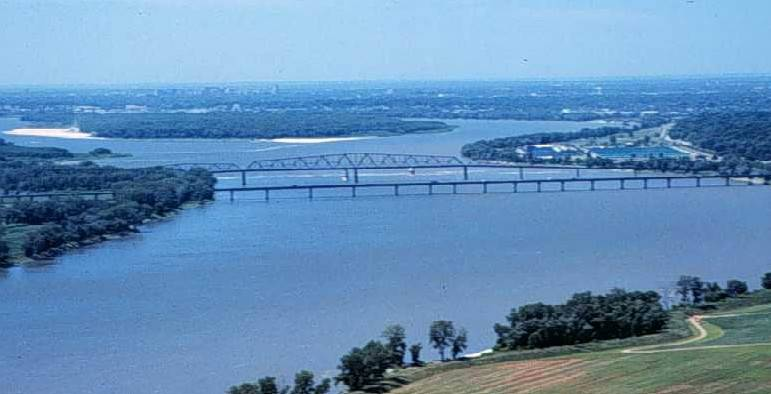
O rio Mississippi ao norte de St. Louis

Para impulsionar a navegação entre Saint Paul e Prairie du Chien, o corpo de engenheiros construiu várias barragens na região dos lagos e nascentes, incluindo os lagos de Winnibigoshish e Pokegama. As barragens, cuja construção começou na década de 1880, guardavam as águas das chuvas caídas na primavera, e eram liberadas quando o nível caía para ajudar a manter a profundidade do canal.
O Canal Sanitário e de navegação de Chicago ligou o rio Illinois com o lago Michigan, ele foi completado em 1900. Ele proveu uma ligação entre o rio Mississippi e os Grandes Lagos e substituiu o pequeno canal de Illinois e Michigan (1848).
Em 1907, o Congresso dos Estados Unidos autorizou o projeto de um canal de 1,8 m no Mississippi, o qual não tinha sido completado quando foi abandonado em 1920 em favor de um projeto de um canal de 2,7 m.
Em 1913, foi completada a construção de uma barragem em Keokuk, a primeira barragem abaixo das Quedas de St. Anthony. Construída por uma empresa privada de energia para gerar eletricidade, a barragem de Keokuk era uma das maiores plantas hidroelétricas do mundo naquele tempo. A barragem eliminou as correntezas de Des Moines.
Represa e Barragem No. 1 foi completada em Minneapolis em 1917 e Represa e Barragem No. 2 em Hastings, Minnesota, foi completada em 1930.
Antes da enchente de 1927, a estratégia primária do Corpo de engenheiros era fechar todos os canais possíveis para aumentar o fluxo do rio principal. A ideia era que a velocidade do rio poderia limpar os sedimentos depositados no rio, e com isto diminuir a possibilidade de inundações. A inundação de 1927 provou que isto era tão errado que as comunidades ameaçadas pelas enchentes começaram a quebrar os aterros para liberar as tensões que se opunham à passagem do rio.
A Divisão de Engenharia começou a criar canais para direcionar águas temporárias que surgem em tempestades para dentro de canais alternativos e lagos. Os principais canais são Birds Point-New Madrid Floodway; o Morganza Floodway, os quais direcionam a água para abaixo do rio Atchafalaya; e o Bonnet Carré Spillway o qual direciona a água para o lago Pontchartrain. A estrutura de controle do Old River também servia com uma comporta principal que podia ser aberta para prevenir as inundações. Algumas das estratégias pre-1927 são ainda usadas até hoje; a divisão de engenharia atua abertura de curvas de ferradura, permitindo que a água se mova mais rapidamente, e portanto diminuindo a altura da inundação.
Os atos Rivers and Harbors de 1930 autorizaram o projeto de um canal de 2,7 m, o qual foi criado para um canal de navegação de 2,7 m de profundidade e 120 m de comprimento para acomodar rebocadores de múltiplas barcaças. Ele foi executado com uma série de barragens e represas, e pela dragagem. Vinte e três novas represas e barragens foram construídas no alto Mississippi em 1930 em adição às que já existiam. Duas novas barragens foram construídas ao norte de Lock e Dam No. 1 das Quedas de Saint Anthony em 1960, estendendo o curso de navios para tráfico comercial por várias milhas, mas poucas barcas vão além da cidade de Saint Paul atualmente.
A represa 26 em Alton, que tinha problemas estruturais, foi substituída pela Mel Price Lock and Dam em 1990. A Lock and Dam 26 foi demolida.

## O delta do Mississippi
|  | 4 600 anos           |
|  | 4 600–3 500 anos     |
|  | 3500–2800 anos       |
|  | 2800–1000 anos       |
|  | 1000–300 anos        |
|  | 750–500 anos         |
|  | desde há c. 550 anos |

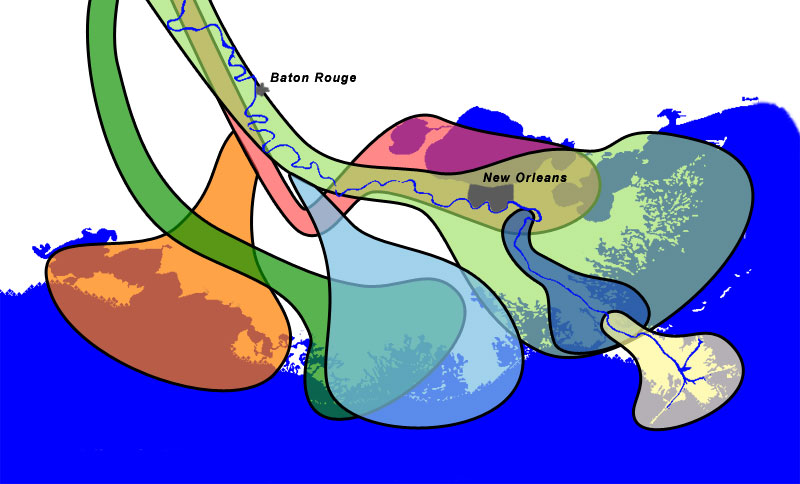

O delta do Mississippi forma o estuário e foz do rio Mississippi e é formado por aluviões depositados pelo rio quando este se aproxima das águas do golfo do México. O rio continua a avançar para sul. O delta do Mississippi constitui um rico ecossistema ameaçado pelas actividades humanas. O delta cobre uma área de 75 000 km² (mais de 400 km de largura leste-oeste, com 200 km de profundidade norte-sul)), sobre o qual vivem cerca de 2,2 milhões de pessoas, a maior parte dos quais vive na aglomeração de de Nova Orleães. Comparado com outros deltas, como o delta do Nilo, a densidade populacional é relativamente baixa.
No último século, o rio Mississippi tem vindo a tributar muito fluxo ao rio Atchafalaya com a separação a ocorrer cerca de 95 km a noroeste de Nova Orleães. Em meados do século XX, foi observado que o Mississippi irá abandonar o seu canal presente como canal de escorrência principal, e migrar para a bacia do Atchafalaya.
A zona do delta do Mississippi foi profundamente afectada pela passagem dos furacões Katrina e Rita em agosto e setembro de 2005.

## Maiores cidades ao longo do rio
- Minneapolis
- Saint Paul
- Davenport
- St. Louis
- Memphis
- Baton Rouge
- New Orleans

## Literatura e música

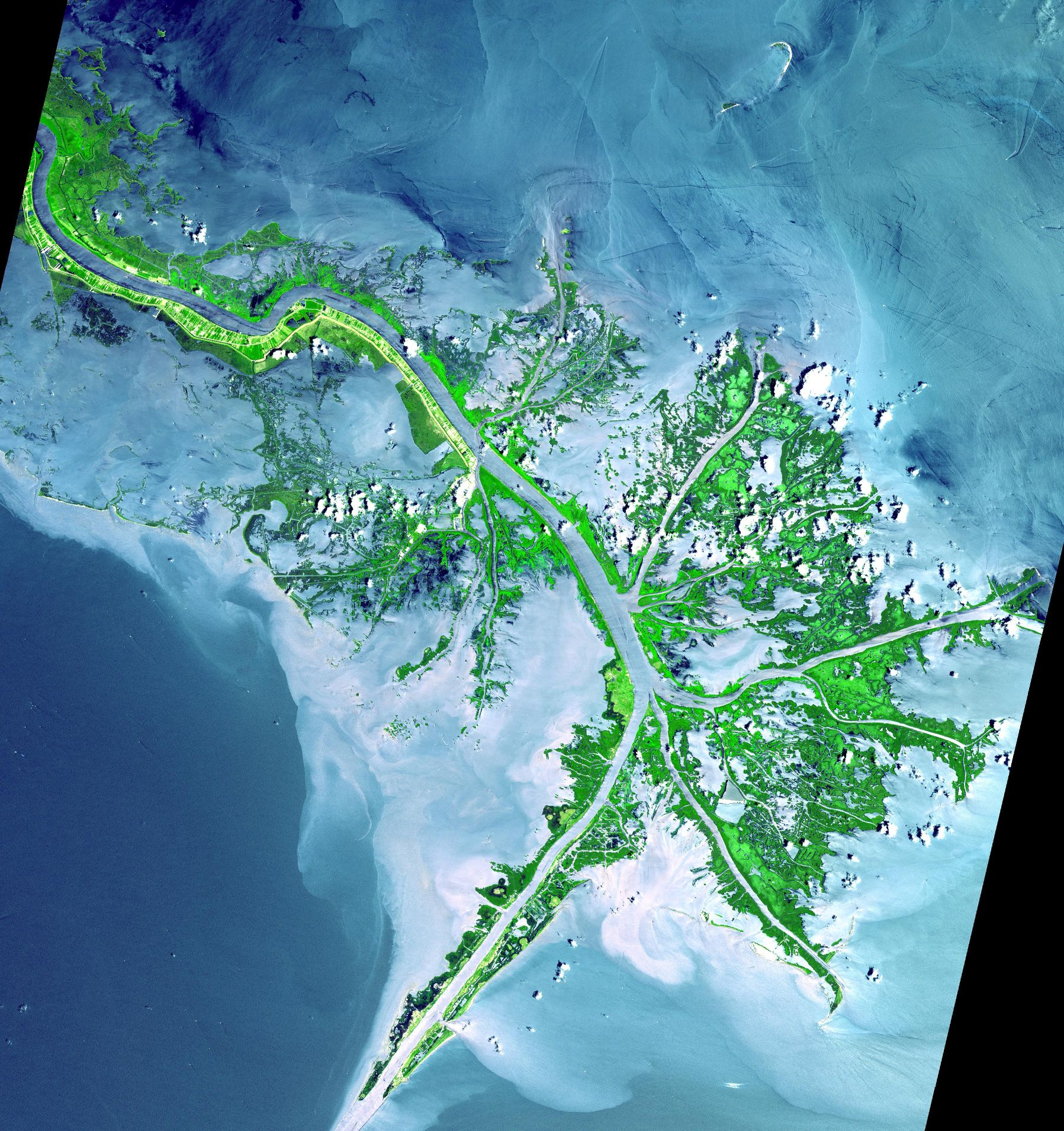
Delta do Mississippi em imagem de satélite, antes da passagem dos furacões Katrina e Rita

Muitos dos trabalhos de Mark Twain tratam ou ocorrem próximo ao rio Mississippi. Um dos seus maiores trabalhos, Life on the Mississippi, é na sua maior parte a história do rio, e de resto conta as experiências dele no rio, e uma coleção de histórias que ou tomam lugar no rio ou dizem respeito a ele. O mais famoso trabalho de Twain, Huckleberry Finn, conta uma grande jornada rio abaixo. O romance trabalha com uma reflexão sobre a cultura americana, sendo o rio a metáfora principal. O mesmo autor já tinha escrito sobre o rio em obra anterior, com o título Life On the Mississippi.
O romance de Herman Melville The Confidence-Man registra o estilo de um grupo de passageiros de um navio a vapor cujas histórias interligadas são contadas enquanto eles viajam subindo o rio Mississippi. O romance é escrito tanto como uma sátira cultural como uma investigação metafísica. Como em Huckleberry Finn, usa-se o rio Mississippi como uma metáfora para um grande conjunto de aspectos dos EUA e identidade humana que unifica características que de outras formas seriam dissonantes.

## Outros fatos sobre o Mississippi
- Antes de ser chamado Mississippi pelos europeus, tinha o nome de "rio de Espiritu Santo" dado por Hernando de Soto (o primeiro explorador europeu do rio, em 1541) e "Rivière Colbert" (dado pelos exploradores de la Salle e de Tonty, em 1682).
- O Mississippi tem vários nomes locais, incluindo: "Father of Waters", "Gathering of Waters", "Big River", "Old Man River", "Great River", "Body of a Nation", "Mighty Mississippi", "el Grande" (de Soto), "Muddy Mississippi", "Old Blue" e "Moon River".
- O rio é figura quase omnipresente na história musical dos Estados Unidos, com canções como Big River de Johnny Cash, Louisiana 1927 de Randy Newman, When the Levee Breaks dos Led Zeppelin e Moon River do filme de 1961 Breakfast at Tiffany's. Em 1997, o cantor e compositor Jeff Buckley afogou-se no rio, arrastado pela corrente gerada por um navio de passagem.
- O esqui aquático foi inventado em 1922 no lago Pepin, parte do rio Mississippi entre Minnesota e Wisconsin. Ralph Samuelson, o seu inventor, fez no rio o primeiro salto de esqui aquático em 1925.